# Pim Fortuyn
Wilhelmus Simon Petrus Fortuijn, conhecido como Pim Fortuyn (pronúncia holandesa: [ˈpɪɱ fɔrˈtœyn] (escutarⓘ)) (Driehuis, 19 de Fevereiro de 1948 - Hilversum, 6 de Maio de 2002) foi um político, autor, colunista e professor universitário neerlandês que alcançou fama por sua personalidade carismática e sua maneira não convencional de debater, tendo estado à frente nas pesquisas de opinião.
Pim Fortuyn também ficou conhecido como um político populista de direita, por ser abertamente homossexual e pelas suas visões sobre a liberdade de expressão, o fluxo de imigração e o Islão. 
Em Maio de 2002, enquanto concorria à eleição para o parlamento neerlandês de 2002, ele foi assassinado por Volkert Van der Graaf, um radical de extrema esquerda, activista dos direitos dos animais, que disse tê-lo feito para o impedir de explorar os muçulmanos como "bode expiatório" e atingir "os membros fracos da sociedade" em busca de poder político. Van der Graff foi libertado em Maio de 2014, apesar dos protestos públicos, depois de cumprir apenas dois terços de sua sentença de dezoito anos.

## Biografia
Fortuyn nasceu no seio de uma família católica na pequena cidade costeira de Velsen, no norte dos Países Baixos. Estudou História, Direito e Economia na Universidade de Amsterdão. Obteve doutorado em Sociologia na Universidade Livre de Amsterdão e exerceu a função de professor na Universidade de Groningen. Depois foi contratado como professor titular na Universidade Erasmus de Roterdão. Nos seus primeiros tempos em Groningen ele foi membro do partido trabalhista PvdA. Ele tentou inclusive tornar-se membro do partido comunista neerlandês CPN, mas não foi aceito.
Em 26 de Novembro de 2001, ele foi eleito candidato principal por voto majoritário do então novo partido Leefbaar Nederland, participando das eleições parlamentares de 2002.
Em entrevista ao de Volkskrant em 22 de Fevereiro de 2002, ele declarou entre outras coisas, favorecer pôr um fim à imigração islâmica. Suas declarações foram consideradas tão controversas que no dia seguinte ele perdeu seu cargo de candidato principal. Logo depois, em 11 de Fevereiro de 2002, ele fundou seu próprio partido, o LPF (Lijst Pim Fortuyn).

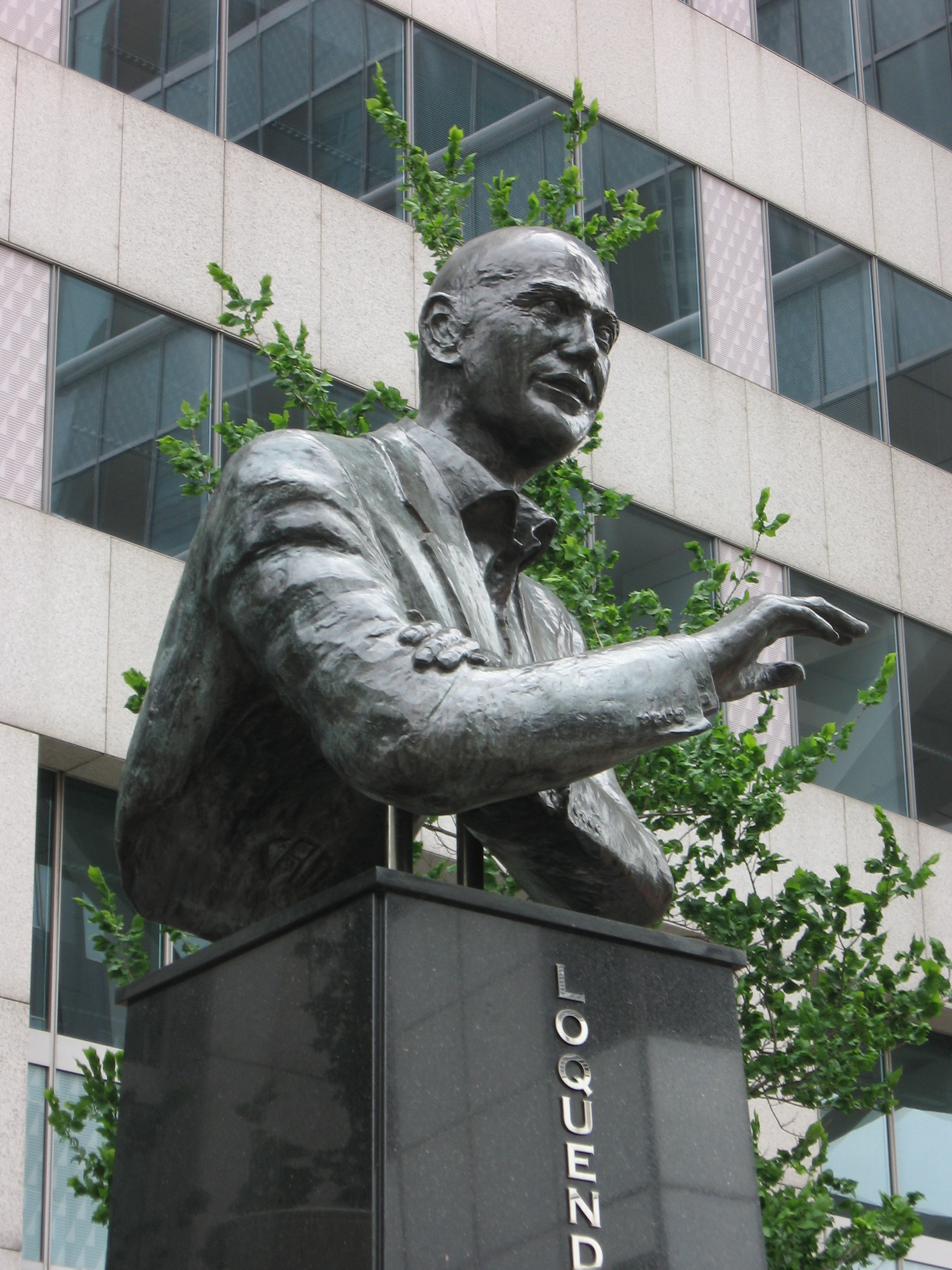
Busto de Pim Fortuyn em Roterdão

Em 6 de Maio de 2002, a nove dias das eleições parlamentares, ele foi assassinado a tiros em Hilversum por Volkert van der Graaf, um activista da esquerda ecológica. O assassinato ocorreu no estacionamento de uma estação de rádio, onde havia concedido uma entrevista.

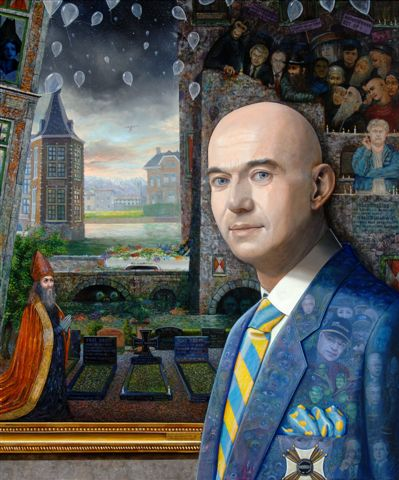
Retrato de Pim Fortuyn por Jean Thomassen

Numa votação popular promovida em 2004 pelo canal de televisão neerlandês KRO, Pim Fortuyn foi eleito pelo público como personalidade neerlandesa mais importante de todos os tempos.

## Postura política
Fortuyn foi foco de controvérsia pelas suas visões críticas do Islão e suas posições anti-imigração. Quando inquirido sobre sua oposição à imigração muçulmana, Fortuyn explicou que, "eu não tenho nenhum desejo de passar pela emancipação das mulheres e homossexuais novamente".
Ele opunha-se a imigrantes muçulmanos, que ele afirmava recusarem-se em integrarem-se na sociedade neerlandesa e estarem a constituir uma ameaça à cultura tradicionalmente tolerante do país. Qualificava o islão como uma cultura atrasada. Nas eleições nacionais, ele se opôs a toda imigração vinda de fora da Europa.
Fortuyn foi chamado de populista de direita. Ele mesmo rejeitava intensamente este rótulo e distanciou-se claramente dos políticos de extrema-direita activos na Áustria, Flandres (a parte da Bélgica de língua neerlandesa) e França. Ele pode talvez ser descrito como um nacionalista mas em termos culturais e não raciais.